# Аэридес курчавый
Аэ́ридес курча́вый (лат. Aërides crispa) — вид из рода Аэридес (Aërides) семейства Орхидные (Orchidaceae).

## Ботаническое описание
Эпифитное растение.
Цветки многосиленные, ярко-розовые, сильно пахнущие, собраны в кистевидные висячие соцветия. Соцветие самое длинное из всех видов рода Аэридес. Цветёт в июне — июле, 2—3 недели.

## Ареал
Произрастает в Индии (Западные и Восточные Гаты), на Шри-Ланке и в Бирме.

## Экология
Сбор живых растений для частных коллекций и на продажу значительно сократил часленность природных популяций. В настоящее время растение находится на грани исчезновения во всём ареале.

## Классификация

### Таксономия
Вид Аэридес курчавый входит в род Аэридес (Aerides) семейства Орхидные (Orchidaceae) порядка Спаржецветные (Asparagales).
|  |                                      |  |                                                             |                                                             |                    |  | ещё 24 семейства (согласно Системе APG II) | ещё 24 семейства (согласно Системе APG II) |                      |  |  |  | ещё около 25 видов |
|  |                                      |  |                                                             |                                                             |                    |  | ещё 24 семейства (согласно Системе APG II) | ещё 24 семейства (согласно Системе APG II) |                      |  |  |  | ещё около 25 видов |
|  |                                      |  |                                                             | порядок Спаржецветные                                       |                    |  |                                            |                                            | род Аэридес          |  |  |  |                    |
|  |                                      |  |                                                             | порядок Спаржецветные                                       |                    |  |                                            |                                            | род Аэридес          |  |  |  |                    |
|  | отдел Цветковые, или Покрытосеменные |  |                                                             |                                                             | семейство Орхидные |  |                                            |                                            | вид Аэридес курчавый |  |  |  |                    |
|  | отдел Цветковые, или Покрытосеменные |  |                                                             |                                                             | семейство Орхидные |  |                                            |                                            |                      |  |  |  |                    |
|  |                                      |  | ещё 44 порядка цветковых растений (согласно Системе APG II) | ещё 44 порядка цветковых растений (согласно Системе APG II) |                    |  |                                            | ещё около 880 родов                        | ещё около 880 родов  |  |  |  |                    |
|  |                                      |  |                                                             | ещё 44 порядка цветковых растений (согласно Системе APG II) |                    |  |                                            |                                            | ещё около 880 родов  |  |  |  |                    |